# Asclépiade de Samos
Pour les articles homonymes, voir Asclépiade.
Asclépiade de Samos est un épigrammatiste grec du IVe siècle av. J.-C. (-330 ou -340 - 260 av. J.-C.), à la charnière de l’époque classique et de l’époque hellénistique.

## Notice biographique
Très peu de choses sont connues de cet auteur ; lui sont attribuées les plus anciennes épigrammes érotiques amoureuses homosexuelles ou critiquant le tribadisme, dont quelques-unes sont conservées dans l'Anthologie grecque. Les poèmes d'Asclépiade de Samos ont notamment été imités par Posidippe de Pella, qui partageait les positions esthétiques de son prédécesseur.

## Éditions
- Luis Arturo Guichard, Asclepiades de Samos. Epigramas y fragmentos. Estudio introductorio, revisión del texto, traducción y comentario, Berne, Peter Lang, 2004, XXIV-559 p. (ISBN 3-03910-395-4).
- Alexander Sens, Asclepiades of Samos : epigrams and fragments. Edited with translation and commentary, Oxford university press, 2011, CXIV-353 p.  (ISBN 978-0-19-925319-7)[1].